# Géza Lakatos
Géza Lakatos (celým jménem Géza Lakatos de Csíkszentsimon; 30. dubna 1890 – 21. května 1967) byl maďarský generál během druhé světové války, který mezi 29. srpnem a 15. říjnem 1944 zastával post maďarského premiéra.

## Biografie
Narodil se v Budapešti a vystudoval vojenskou akademii Ludovica. V letech 1938 až 1944 byl maďarským vojenským attaché v Praze. 5. srpna 1943 byl jmenován velitelem druhé maďarské armády a následně v dubnu 1944 se stal velitelem první maďarské armády. V srpnu téhož roku stanul v čele vlády, ustanovené Miklósem Horthym po sesazení loutkové proněmecké vlády Döme Sztójaye. Jeho vláda zastavila deportace maďarských Židů a zahájila jednání o příměří se Spojenci. Než však mohlo být příměří uzavřeno, odstavilo nacistické Německo regenta Horthyho od moci, a ten byl donucen abdikovat ve prospěch Ference Szálasiho. V ten samý den, 15. října 1944, byl Lakatos donucen rezignovat. Po válce emigroval v roce 1956 do Austrálie, kde zemřel v roce 1967 ve věku 77 let.